# 1136 en santé et médecine
| Années de la santé et de la médecine : 1133 - 1134 - 1135 - 1136 - 1137 - 1138 - 1139    |
| Décennies de la santé et de la médecine : 1100 - 1110 - 1120 - 1130 - 1140 - 1150 - 1160 |

Cet article présente les faits marquants de l'année 1136 en santé et médecine.

## Événement
- « Épidémie de possessions » à Milan, rapportée par Arnaud, abbé de Bonneval, dans son hagiographie de saint Bernard[1].

## Fondations
- À Bruère, près de Saint-Amand en Bourbonnais, création de la maison-Dieu qui est à l'origine de l'abbaye cistercienne de Noirlac dont elle ne prendra le nom qu'en 1276[2].
- Première mention, dans l'acte de donation d'un certain Crescentius, de la léproserie Santa Croce de Vérone, située hors les murs, près de l'église San Fermo Maggiore (it)[3].
- Vers 1136 : fondation probable de la léproserie Saint-Gilles (leper hospital of St. Giles), à Shrewsbury dans le Shropshire en Angleterre, établissement qui ne sera mentionné pour la première fois qu'en 1155[4].

## Personnalités
- Fl. Heluidis, femme médecin (« medica »), bienfaitrice de l'église Notre-Dame-et-Saint-Martin de Fives, en Flandre[5].
- 1112-1136 : fl. Gaucelin, médecin, qualifié de « megeicharius » (« médicamentaire »), cité dans des chartes de l'abbaye Saint-Jean-en-Vallée de Chartres[5].

## Décès
- Al-Jurjani (en) (né à une date inconnue), médecin à Ispahan sous le règne des Khwârezm-Shahs, auteur, en 1110, du Zakhira-i Khwarizmshahi (« Trésor du roi du Khwarezm »), encyclopédie médicale très influencée par le Canon d'Avicenne[6],[7].